# Ошейниковая сорокопутовая пиха
Оше́йниковая сорокопу́товая пиха (лат. Lipaugus streptophorus) — птица семейства котинговых, один из 9 видов сорокопутовых пих. Вид впервые был описан учеными Сэльвином и Годманом в 1884 году. Это небольшая птица размером примерно с воробья. Клюв короткий и острый, голова круглая. Основной окрас оперения темно-серый, брюшко — светлее, низ хвоста и горло — яркого красно-пурпурного цвета. Из-за особой окраски шеи она и получила свое название «ошейниковая». Однако такую окраску горла имеют только самцы. Основу рациона составляют мелкие насекомые и личинки. Населяет леса, растущие в Гвианском нагорье на юго-востоке Венесуэлы, в западной Гайане и в северной Бразилии.

## Этимология
Видовое название streptophorus в переводе с латыни означает ошейниковая; само слово образовано от двух греческих слов: streptos — ошейник и pherō — носить.

## Внешний вид
Небольшая птица с длиной туловища около 22 см. Окраска оперения у самцов и самок разная. Самцы серого цвета с ярко окрашенным подхвостьем и полоской на шее в виде ошейника; верх туловища темнее, низ — светлее.

## Размножение
Самки начинают строить гнездо весной. Сборка материала для гнезда начинается в апреле.

## Питание
Ошейниковые сорокопутовые пихи питаются плодами растений (особенно семейства меластомовых). Плоды срывают в полёте. Также в рационе питания присутствуют и насекомые.

## Распространение
Птицы обитают в Южной Америке на территории 3 стран: на юго-востоке Венесуэлы, севере Бразилии и западе Гайаны. Селятся в гористых лесах Гвианского плоскогорья, предпочитают окраины. Ошейниковых сорокопутовых пих можно встретить на высоте 1000—1800 м.